# Sven-Gösta Krook
Sven-Gösta Krook, född 23 september 1929 i Malmö, är en svensk präst. 
Krook, som är son till direktör Gösta Nilsson och Elin Krook, avlade studentexamen 1948, blev teologie kandidat vid Lunds universitet 1956 och prästvigdes 1956. Han var pastorsadjunkt i Limhamns församling 1956, vice pastor i Ivö församling 1956, i Rängs församling 1956, i Sörby församling 1957, pastorsadjunkt i Trelleborgs och Malmö S:t Pauli församling 1957 och i Västra Skrävlinge församling i Malmö 1957. Han blev kyrkoadjunkt i sistnämnda församling 1962 samt komminister i Sofielunds församling i samma stad 1969 och kyrkoherde där 1981.